# 新乔尔诺鲁德卡
49°50′54″N 29°1′30″E / 49.84833°N 29.02500°E
新乔尔诺鲁德卡（烏克蘭語：Нова Чорнорудка），是烏克蘭北部日托米爾州別爾季切夫區弗乔赖舍市镇内的村庄。始建於1932年，面積0.65平方公里，海拔高度257米，2001年人口564，人口密度每平方公里873.07人。